# Françoise de Saint-Omer
Françoise de Saint-Omer, (1581-1642), est une religieuse du XVIIe siècle, née et morte à Saint-Omer, province de l'Artois, actuel département du Pas-de-Calais. Elle fonde un monastère, appartenant à la famille franciscaine, inspiré de l'ordre des frères mineurs capucins, dans la maison familiale à Bourbourg en Flandre maritime puis crée un ordre religieux actif en Flandre française, en Belgique, jusqu'en Allemagne : les Sœurs de la pénitence du Tiers-Ordre réformé de Saint-François ou Pénitentes dites Capucines.

## Biographie
Françoise Taffin nait à Saint-Omer le 4 janvier 1581. Elle est la fille de Pierre Taffin, écuyer, seigneur du Hocquet, qui a servi le roi d'Espagne Philippe II sous les ordres de Valentin de Pardieu, gouverneur de Gravelines, ce qui lui valut d'être cité dans des lettres du souverain en 1579 pour sa valeur et sa fidélité, inhumé dans l'église des capucines de Saint-Omer, fondée par sa fille, et de Marguerite Pépin,; soit deux anciennes, nobles, honorables et pieuses familles de la ville.
Françoise Taffin aurait été remarquée très jeune, du fait de sa « vertu », le jour de sa confirmation par l'évêque de Saint-Omer Jean de Vernois. Ses parents l'élèvent dans la foi chrétienne et la confient, à l'âge de douze ans à l'abbaye des bénédictines de Bourbourg. Elle y reste deux ans, et se montre ensuite très pieuse, visitant les églises de Saint-Omer et l'abbaye de Saint-Bertin.
Son père la donne en mariage en 1596 à Saint-Omer, elle a quinze ans, à Alexandre Maes, qu'il a pu apprécier, lorsqu'il étudiait les humanités au collège des jésuites de Saint-Omer. Alexandre Maes est licencié es lois, conseiller pensionnaire (conseiller juridique) de la ville et châtellenie de Bourbourg, fils de Baudouin Maes, grand bailli de Bourbourg. Le couple s'installe à Bourbourg. Deux filles naissent, Antoinette Florence, († Saint-Omer 1651), et Barbe, († Saint-Omer 1673). La jeune mère concilie ferveur religieuse, rôle d'épouse et de mère, représentation sociale liée à la profession de son mari, malgré, déjà, une attirance pour une vie retirée consacrée à sa foi.
Mme Maes-Taffin guide ses enfants dans la foi, les emmène en pèlerinage à Notre Dame de Bollezeele pour les offrir à Marie, mère de Jésus. À l'âge de treize ans, sa fille aînée déclare souhaiter devenir religieuse : on la conduit à l'abbaye Notre-Dame de la Paix à Douai, elle y demeure élève pensionnaire deux ans, tombe malade au moment de prendre le voile, ce qui conduit les médecins à prescrire le retour dans la famille. Mme Maes-Taffin entretient dans de mêmes dispositions ses domestiques, trois d'entre elles deviendront religieuses. Elle tente de remettre dans le droit chemin les personnes de la ville écartées de la foi, intempérantes ou à la vie dissolue, sans oublier de soulager les misères des pauvres. Son attitude, sa réputation font qu'on lui demande souvent de devenir la marraine des nouveau-nés.
À partir de 1611, et pour une durée de trois ans, Augustin de Béthune dirige le monastère des frères mineurs capucins de Saint-Omer. Les bénédictines de l'abbaye de Bourbourg font appel à lui en tant que prédicateur. Lors de ces déplacements à cette fin, la famille Maes-Taffin l'héberge. Il devient le directeur spirituel de Mme Maes-Taffin et tient ce rôle pendant plus de trente ans. Il dirige également son mari, dont le frère est capucin, et dont il fait un modèle de piété. Alexandre Maes accepte, connaissant l'attirance de son épouse pour une vie religieuse, de faire vœu de chasteté.
Le mari décède le 25 janvier 1614. Il laisse à son épouse, âgée de trente-trois ans, des biens importants. Elle décide la même année d'ouvrir un monastère dans son habitation, devenue ensuite base de la création d'un ordre religieux.
Françoise de Saint-Omer, appelée « Vénérable Mère», «Très Vénérable Mère » « grande servante de Dieu », par Mathias de Saint-Omer, meurt le 29 décembre 1642, à Saint-Omer, à l'âge de soixante et un ans.

## Entrée en religion
En 1614, veuve depuis quelques mois, vêtue de vêtements de deuil d'une simplicité extrême, trop même selon certains pour son statut social, Françoise Maes-Taffin bénéficie du soutien de son directeur spirituel dans l'épreuve rencontrée, puis suit son penchant ancien et songe à transformer la maison familiale en un couvent de capucines.
Elle fonde d'abord un oratoire où elle se retire très fréquemment avec sa fille aînée, toujours désireuse d'une vie contemplative. L'autorisation de l'évêque de Saint-Omer, Jacques Blaes n'est accordée qu'après un long délai de réflexion, ou de mise à l'épreuve de l'intéressée, et il faut l'intervention d'Augustin de Béthune pour la négocier et l'obtenir,. Le magistrat de Bourbourg donne son accord, les transformations nécessaires de l'habitation sont réalisées, Les premières pierres de la chapelle du nouveau couvent sont posées le 24 juin 1614, en présence de l'archidiacre de l'archevêque de Cambrai et futur évêque Paul Boudot, qui bénit le sanctuaire dédié à Marie, (mère de Jésus) et à saint François d'Assise. Dès le mois d'octobre 1614, le lieu accueille deux béguines provenant du béguinage d'Aire-sur-la Lys; le couvent des Capucines de Bourbourg est officiellement inauguré ce mois là. Il compte rapidement trois novices supplémentaires dont la fille cadette de Françoise Maes-Taffin.
Le monastère adopte un mode de vie directement inspiré de celui des sœurs capucines, sans en faire officiellement partie, l'ordre des capucines établi à Paris ayant refusé d'accueillir des postulantes étrangères (à cette époque et jusqu'en 1659, le traité des Pyrénées, Bourbourg appartient à l'Espagne). Mme Maes-Taffin forme les novices à la piété, à la prière, à la pénitence et à la pauvreté, elle-même ayant donné tout ce qu'elle considérait comme superflu dans sa maison. Elle obtient de l'évêque de pouvoir porter le voile et le vêtement religieux, le doyen de Bourbourg la nomme supérieure et elle prend le nom de Françoise de Saint-Omer, sa fille aînée devenant sœur Agnès de Bourbourg.
Françoise de Saint-Omer rédige la règle de la nouvelle communauté, règle retouchée par l'évêque Jacques Blaes et approuvée par le pape Paul V dans un bref pontifical de 1619. En 1615, la supérieure et les premières novices, prononcent leurs vœux et donnent leurs biens à l'établissement, Françoise de Saint-Omer prenant le titre, en tant que supérieure, de mère ancelle. Dès 1616, le cloître accueille vingt-quatre religieuses venant des environs, malgré des règles de vie strictes (vie en silence, conditions matérielles rigoureuses, jeûnes, pénitences, etc.), la fille cadette entre également en religion sous le nom de sœur Ignace de Bourbourg.
Le couvent accueille encore Mme Maes, belle-mère de Françoise de Saint-Omer. Mme Maes partage auparavant ses biens entre la nouvelle institution et la création à Bourbourg d'une abbaye de capucins, dont son fils fut le premier supérieur.

## Création d'un ordre religieux
La maison religieuse fondée par Françoise de Saint-Omer acquiert rapidement une grande réputation. Plusieurs établissements lui demandent de bien vouloir agréger leur monastère à la maison qu'elle a fondée.
Dans un premier temps, jusqu'au bref pontifical de 1619, estimant les religieuses de sa maison encore inexpérimentées, Françoise de Saint-Omer refuse de donner suite. Puis elle l'accepte, la première « filiale » étant l'établissement de Bergues. Le nouvel évêque de Saint-Omer Paul Boudot y consent à condition que la fondatrice reste dans son diocèse, (Bergues dépendait du diocèse d'Ypres) afin de fonder avec lui un monastère du même ordre à Saint-Omer.
Elle donne ainsi naissance à l'ordre religieux des Sœurs de la pénitence du Tiers-Ordre réformé de Saint-François ou ordre des Pénitentes dites capucines.
Françoise de Saint-Omer fonde elle-même des cloîtres, suivant la même règle, à Bergues et Saint-Omer en 1620, Aire-sur-la-Lys en 1625, Liège en 1626, Lille en 1627, Courtrai en 1629-1630, puis Douai en 1630, confiée à sa fille Ignace de Bourbourg. Elle prend la direction de celui de Saint-Omer lors de sa création, et laisse la maison de Bourbourg sous la direction de sa fille aînée. Isabelle-Claire-Eugénie d'Autriche en visite à Saint-Omer en 1625 demande à la rencontrer. Puis, ardemment sollicitée en ce sens par l'évêque de Tournai, Jacob Maximilien Villain de Gand, Françoise de Saint-Omer va prendre la direction de l'établissement de Lille jusqu'en 1630 où elle gagne Douai pour y créer un nouveau monastère, y reste six ans pour revenir à Saint-Omer dont le couvent comptait alors quarante-huit religieuses.
Ses filles vont seconder leur mère en dirigeant certaines de ces institutions et en fondent à leur tour : Agnès crée les maisons de Mons, Anvers, Bruges, et Ignace fonde les couvents de Ypres, Bruxelles et Maastricht.
L'ordre religieux est consolidé par un acte pris en 1625 par le roi d'Espagne Philippe IV, autorisant les couvents à acquérir les biens meubles et immeubles nécessaires à leur entretien et par un bref apostolique émis en 1630 par  Urbain VIII confirmant à tous les couvents de l'ordre, présents et futurs, les privilèges et grâces précédemment accordés.
En 1627, étant à Saint-Omer, Françoise de Saint-Omer, toujours conseillée par Augustin de Béthune, rédige des Constitutions régulières pour l'ensemble des couvents constituant son ordre et envoie ses instructions aux religieuses de la congrégation.
En 1638, elle accède à la demande de religieuses allemandes de fonder des maisons à Cologne, Bonn, Paderborn, démarches appuyées par Ferdinand de Bavière, archevêque de Cologne; en 1641, Ferdinand, également évêque de Liège, lui demande de créer un couvent à Saint-Trond, ce qui est fait en 1641 à partir de religieuses détachées de Liège.
Françoise de Saint-Omer appelle Augustin de Béthune, alors en tournée de visite des couvents de la région, pour recevoir son assistance lors de la dernière maladie qu'elle subit à partir d'octobre 1641 et qui devait l'emporter le 29 décembre 1642. Les obsèques sont célébrées par l'évêque de Saint-Omer, en présence des membres du conseil d'Artois et de nombreuses notabilités, elle est inhumée dans le cloître de Saint-Omer. Sa fille Agnès de Bourbourg prend la direction de l'ordre.
Le père Augustin de Béthune demande aux filles de la fondatrice d'écrire sa vie mais il ne peut exploiter ce travail, décédant quelques mois plus tard. Néanmoins, les notes rassemblées vont servir à des études futures sur Françoise de Saint-Omer, afin de retracer sa destinée peu commune, dans les années et siècles qui suivent.
Au XVIIe siècle, vingt communautés de cet ordre étaient recensées en Flandre française et en Belgique,. La Révolution française signifia la perte des établissements français et belges, seuls quatre réussirent à se rétablir par la suite au XIXe siècle, dont Bourbourg, Liège, Anvers et étaient en activité. En revanche, à cette époque, les monastères créés en Allemagne avaient survécu.
En 1904, ne demeure en France que la seule maison de Bourbourg. En Belgique, ont survécu les couvents d'Anvers et de Bruges , ainsi qu'un petit cloître près de Gand. En Allemagne, trois communautés issues de l'ancien ordre existent encore.
De nos jours, demeure toujours à Bourbourg, une maison des capucines, héritière de celle fondée par Françoise de Saint-Omer, située rue des Capucines. Au XIXe siècle, les corps de la fondatrice et de ses deux filles, toutes inhumées à Saint-Omer et exhumées en 1792, peu de temps avant la dissolution des ordres religieux, conservés par des fidèles, furent de nouveau ensevelis dans l'église de Bourbourg.

## Portrait
Mme Maes est représentée au début de l'ouvrage de l'abbé Parenty et en compagnie de ses filles au début du livre de Mathias de Saint-Omer.
L'abbaye Notre-Dame de Wisques possède un tableau représentant Françoise de Saint-Omer. Les bénédictines de l'abbaye ont prêté le tableau aux capucines de Bourbourg à l'occasion des 400 ans de la fondation du monastère de Bourbourg en 2014.